# Kisasaari
Kisasaari är en ö i Finland. Den ligger i sjön Iso Soukkajärvi och i kommunen Alavo i den ekonomiska regionen  Kuusiokunnat  och landskapet Södra Österbotten, i den sydvästra delen av landet, 260 km norr om huvudstaden Helsingfors. Öns area är 1,3 hektar och dess största längd är 150 meter i nord-sydlig riktning.